# Campionati mondiali di slittino 1965
I Campionati mondiali di slittino 1965, decima edizione della manifestazione organizzata dalla Federazione Internazionale Slittino, si tennero il 6 e 7 febbraio 1965 a Davos, in Svizzera, sulla pista dello Schatzalp, la stessa sulla quale si svolsero le competizioni iridate del 1957; furono disputate gare in tre differenti specialità: nel singolo uomini ed in quello donne e nel doppio.
Dominatrice della manifestazione fu la squadra tedesca orientale, capace di conquistare due titoli e ben sei medaglie sulle nove assegnate in totale, monopolizzando tutti e tre i gradini del podio sia nel singolo femminile, vinto da Ortrun Enderlein, sia nel doppio, dove trionfarono Wolfgang Scheidel e Michael Köhler. L'altro titolo fu conquistato dal rappresentante della nazionale della Germania Ovest Hans Plenk nell'individuale maschile.

## Risultati

### Singolo uomini
La gara fu disputata su quattro manches nell'arco di due giorni e presero parte alla competizione 71 atleti in rappresentanza di 16 differenti nazioni; campione uscente era il tedesco occidentale Fritz Nachmann, non presente a questa edizione dei mondiali, ed il titolo fu conquistato dal connazionale Hans Plenk, già altre quattro volte sul podio iridato e vincitore del bronzo ai Giochi di Innsbruck 1964, davanti al polacco Mieczysław Pawełkiewicz ed all'italiano Giovanni Graber, già campione del mondo nel doppio nella rassegna del 1962.
| Pos. | Atleti                  | Nazione        | Tempo   | Distacco |
| ---- | ----------------------- | -------------- | ------- | -------- |
|      | Hans Plenk              | Germania Ovest | 4'59"89 |          |
|      | Mieczysław Pawełkiewicz | Polonia        | 5'02"28 | +2"39    |
|      | Giovanni Graber         | Italia         | 5'03"32 | +3"43    |
| 4    | Horst Urban             | Cecoslovacchia | 5'03"67 | +3"78    |
| 5    | Carlo Prinoth           | Italia         | 5'06"21 | +6"32    |
| 6    | Michael Köhler          | Germania Est   | 5'08"40 | +8"51    |
| 7    | Stanisław Paczka        | Polonia        | 5'08"70 | +8"81    |
| 8    | Thomas Köhler           | Germania Est   | 5'10"69 | +10"80   |
| 9    | Walter Ausserdorfer     | Italia         | 5'10"90 | +11"01   |
| 10   | Horst Hörnlein          | Germania Est   | 5'11"00 | +11"11   |

### Singolo donne
La gara fu disputata su quattro manches nell'arco di due giorni e presero parte alla competizione 32 atlete in rappresentanza di 9 differenti nazioni; campionessa uscente era la tedesca orientale Ilse Geisler, che concluse la prova al terzo posto. Le atlete della Germania Est dominarono la competizione piazzando le loro quattro rappresentanti nelle prime quattro posizioni: il titolo fu conquistato da Ortrun Enderlein, già vincitrice della medaglia d'oro ai Giochi di Innsbruck 1964, davanti a Petra Tierlich e quarta giunse Barbara Winter.
| Pos. | Atleti            | Nazione        | Tempo   | Distacco |
| ---- | ----------------- | -------------- | ------- | -------- |
|      | Ortrun Enderlein  | Germania Est   | 2'52"82 |          |
|      | Petra Tierlich    | Germania Est   | 2'53"93 | +1"11    |
|      | Ilse Geisler      | Germania Est   | 2'55"04 | +2"22    |
| 4    | Barbara Winter    | Germania Est   | 2'55"24 | +2"42    |
| 5    | Helene Thurner    | Austria        | 2'55"86 | +3"04    |
| 6    | Erika Außerdorfer | Italia         | 2'57"64 | +4"82    |
| 7    | Alena Svadlenová  | Cecoslovacchia | 2'58"12 | +5"30    |
| 8    | Ute Gähler        | Germania Ovest | N.D.    | N.D.     |
| 9    | Christina Schmuck | Germania Ovest | N.D.    | N.D.     |
| 10   | Hana Nesvadbová   | Cecoslovacchia | N.D.    | N.D.     |

### Doppio
La gara fu disputata su due manches nell'arco di un solo giorno e presero parte alla competizione 46 atleti in rappresentanza di 9 differenti nazioni; campioni uscenti erano i polacchi Ryszard Pędrak e Lucjan Kudzia, non presenti a questa edizione dei mondiali. Anche in questa prova il podio fu completamente occupato dai tedeschi orientali: il titolo fu conquistato da Wolfgang Scheidel e Michael Köhler davanti al fratello Thomas e Klaus-Michael Bonsack, rispettivamente primo e secondo classificato  ai Giochi di Innsbruck 1964 nel singolo, ed al duo formato da Horst Hörnlein e Rolf Fuchs.
| Pos. | Atleti                              | Nazione        | Tempo   | Distacco |
| ---- | ----------------------------------- | -------------- | ------- | -------- |
|      | Wolfgang Scheidel Michael Köhler    | Germania Est   | 1'23"81 |          |
|      | Klaus-Michael Bonsack Thomas Köhler | Germania Est   | 1'24"64 | +0"83    |
|      | Horst Hörnlein Rolf Fuchs           | Germania Est   | 1'25"67 | +1"86    |
| 4    | Manfred Ertelt Albert Ertelt        | Germania Ovest | 1'27"47 | +3"66    |
| 5    | Helmut Thaler Albert Gufler         | Austria        | 1'28"37 | +4"56    |
| 6    | Sigisfredo Mair Ernesto Mair        | Italia         | N.D.    | N.D.     |
| 7    | Anton Venier Ewald Walch            | Austria        | N.D.    | N.D.     |
| 8    | Wolfgang Winkler Leonhard Eham      | Germania Ovest | N.D.    | N.D.     |
| 9    | Walter Ausserdorfer Karl Psenner    | Italia         | N.D.    | N.D.     |
| 10   | Hans Plenk Josef Hasenknopf         | Germania Ovest | N.D.    | N.D.     |

## Medagliere
| Posizione | Nazione        | Oro | Argento | Bronzo | Totale |
| --------- | -------------- | --- | ------- | ------ | ------ |
| 1         | Germania Est   | 2   | 2       | 2      | 6      |
| 2         | Germania Ovest | 1   | 0       | 0      | 1      |
| 3         | Polonia        | 0   | 1       | 0      | 1      |
| 4         | Italia         | 0   | 0       | 1      | 1      |
| Totale    | Totale         | 3   | 3       | 3      | 9      |